# Juan Behrensen
Juan Walter Behrensen (ur. 27 kwietnia 1904 w Santa Fe, zm. 13 sierpnia 1981) – argentyński pływak, uczestnik Letnich Igrzysk Olimpijskich 1924 w Paryżu.
Podczas igrzysk olimpijskich w Paryżu brał udział w sztafecie 4 × 200 m stylem dowolnym mężczyzn, w której reprezentacja Argentyny odpadła w eliminacjach.